# 扎克里夫齊
48°45′3″N 24°54′38″E / 48.75083°N 24.91056°E
扎克里夫齊（烏克蘭語：Закрівці），是烏克蘭的村落，位於該國西部伊萬諾-弗蘭科夫斯克州，由科洛梅亞區負責管轄，面積7.31平方公里，2001年人口787，人口密度每平方公里107.7人。